# 진영 (성우)
진영(1973년 10월 24일 ~ )은 대한민국의 성우이다. 1994년 CBS에 입사했으며, 현재는 CBS 18기이다. 기독교방송 성우극회 소속.

## 주요 출연작품

### 애니메이션
- 난다 난다 니얀다 (재능TV) - 핑코 / 데몬가 / 또또 / 루루(추측일 뿐, 불확실하다.)
- 보글보글 스폰지밥 (재능TV) - 다람이 / 캐런 / 그림밥
- 사막의 해적 캡틴 쿠파 (재능TV) - 세이버
- 헤이! 아놀드 - 헬가  (재능TV)
- 오 예! 카툰 중 My neighdor was a Teenage Robot (MLaa TR의 파일넛판) (재능TV) - XJ-9

### 극장판 애니메이션
- 드림웍스 이집트 왕자 - 히브리인 아이
- 드림웍스 슈렉
- 월트 디즈니 릴로 & 스티치 - 외계인

### 영화
- 첨밀밀 (SBS) - 교환원(막위영)

### 게임
- 임진록 영웅전쟁
- 사이킥 포스 2012 - 웬디 라이언

### 기타
- 대입 언어영역 듣기평가
- 대한항공의 기내 뉴스, 영화, 교양프로 나레이션 등

## 같이 보기
- 기독교방송 성우극회